# Kemenesszentmárton
Kemenesszentmárton é um município da Hungria, situado no condado de Vas. Tem 4,29 km² de área e sua população em 2015 foi estimada em 196 habitantes.